# Joseph Witlox
Joseph Witlox (1867 - 1941) was een Nederlands geestelijke van de Rooms-Katholieke Kerk en schrijver. In 1914 richtte hij samen met Th. Goossens en Henricus Huijbers het Historisch Tijdschrift op. Hij schreef over Suriname, maar is er waarschijnlijk nooit geweest.
Witlox publiceerde in 1890 Vóór honderd jaren in Suriname: tafereelen uit het plantersleven, een bundel die in 1894 herdrukt werd. Het boek bevat een novelle die zich afspeelt in Suriname en zes verhalen die met de kolonie niets van doen hebben. Het titelverhaal brengt de lezer naar de uitgestrekte plantages aan de Corantijn van de heer Van der Straten in de tweede helft van de 18de eeuw. Op bezoek komt zijn doortastende neef Heinrich uit Duitsland die het aan de stok krijgt met de opzichter Nicolaas. De plantage wordt bedreigd door bosnegers, terwijl de christelijke negers haar verdedigen. Dankzij de `vinger Gods' komt alles toch nog terecht. De novelle bevat verschillende historische onjuistheden, en dat de christelijke negers hun wrede meester verdedigen tegen de heidense marrons, getuigt van een ideologie die de historische werkelijkheid geweld aandoet.
Witlox vertaalde een aantal boeken uit het Engels, Frans en Deens, meest van katholieke signatuur.